# Дом-музей Марины Цветаевой
До́м-музе́й Мари́ны Цвета́евой — мемориальный музей, посвящённый жизни поэтессы Марины Цветаевой. Расположен в Москве, в доме по Борисоглебскому переулку, где Цветаева проживала вместе со своей семьёй с 1914 по 1922 год. Открытие музея состоялось в 1992-м по инициативе деятелей культуры, в том числе академика Дмитрия Лихачёва. В настоящее время в музейном фонде находится более 45 000 предметов: архивные документы, фотографии, антикварная мебель и личные вещи Марины Цветаевой.

## История здания

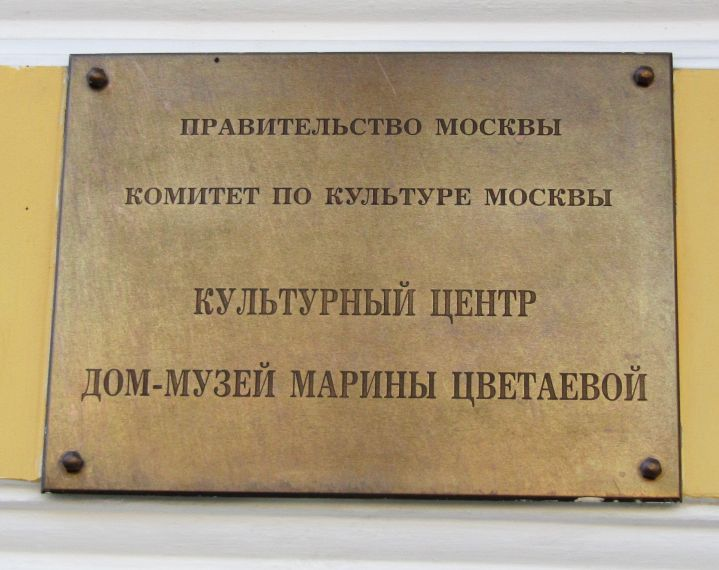
Мемориальная табличка на стене музея, 2011 год

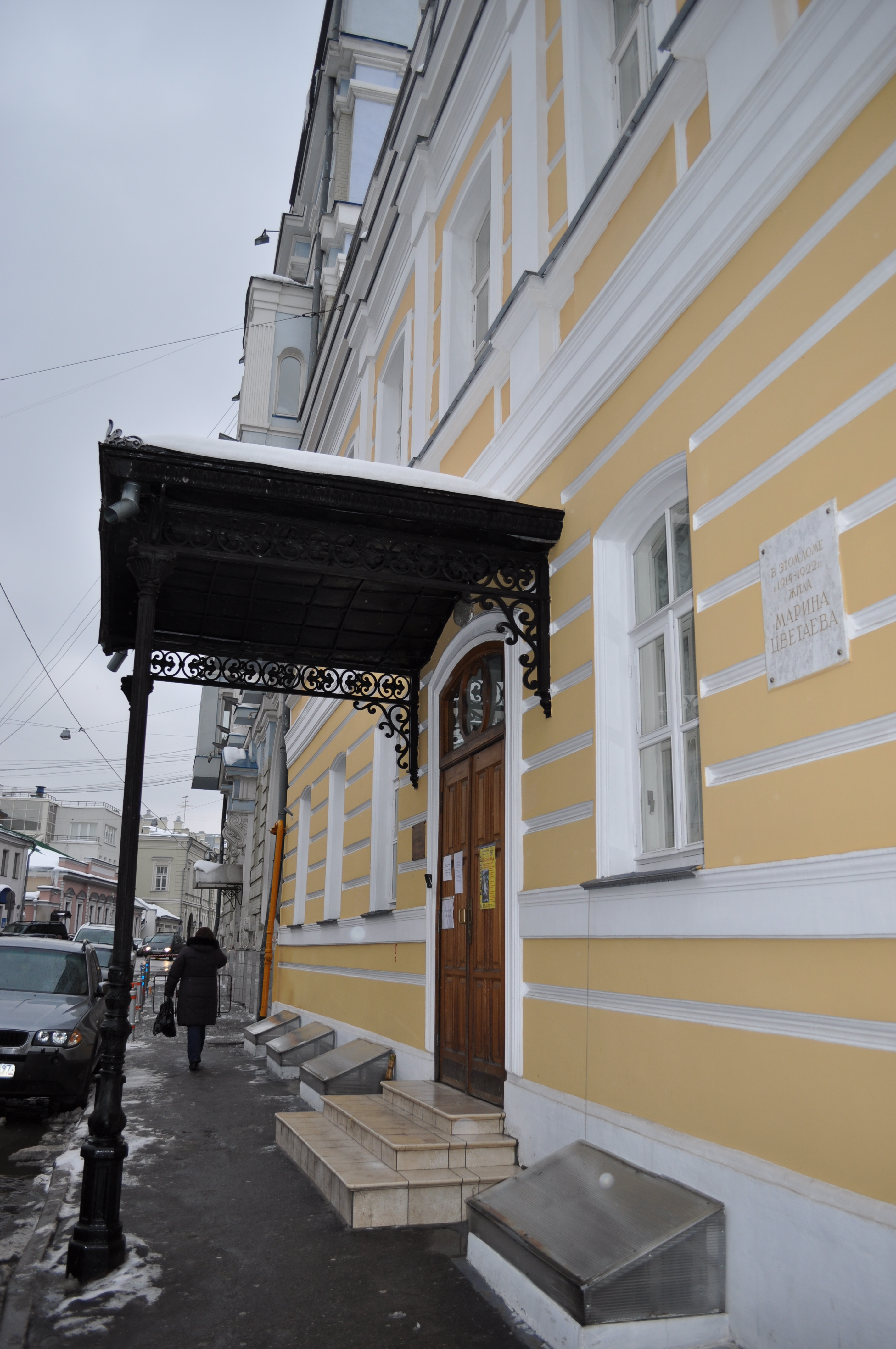
Парадный подъезд музея, 2012 год

История участка прослеживается с 1844 года, когда была впервые упомянута владелица земли — Т. А. Арцыбашева, дочь гвардейского прапорщика. Впоследствии владение перешло к жене отставного подполковника А. Д. Сабко, при которой в 1862 году на участке возвели четырёхэтажный доходный дом, рассчитанный на четыре квартиры, с чердаком и подвалом. Строительство возглавлял архитектор Александр Никифоров. По проекту здание совмещало сразу несколько архитектурных стилей: классицизм начала и эклектику второй половины XIX века.
В 1875 году дом принадлежал коллежскому советнику А. А. Цветаеву — однофамильцу Марины Цветаевой. Его сын, Н. А. Цветаев, передал дом по наследству жене губернаторского секретаря М. Н. Калиной-Вильсон. Впоследствии участок сменил ещё несколько владельцев: С. Н. Родионову и Г. А. Балашову. В 1911 году здание перешло к капитану Георгию Мансурадзе и штабс-капитану Ивану Кирилловичу Дмитриеву. При них в доме была проведён водопровод, электричество, телефон, чёрный ход и остальные удобства.
В сентябре 1914 года двадцатидвухлетняя Марина Цветаева с мужем Сергеем Эфроном и двухлетней дочерью Ариадной поселилась в Борисоглебском переулке. Семья, сдав собственный особняк на Полянке, сняла просторную двухэтажную квартиру № 3 в старинном доходном доме. Его расположение в Арбатской части Москвы, местах, с детства родных и Цветаевой, и Эфрону, необыкновенная планировка, словно в миниатюре воссоздающая разом и типичный старомосковский дом, и условный европейский замок, позволили Цветаевой впервые ощутить себя хозяйкой своего дома, с увлечением и фантазией обустраивать семейное гнездо. Столовая, детская, комнаты мужа и жены, гостевая комната, кухня, мансарда и выход в арку к Арбату напрямую к аптекам — места хватило и для маленькой семьи, и для друзей, и для прислуги.
После революции 1917 года дом несколько лет не отапливался, что негативно сказалось на состоянии стен и внутренних перекрытий. В это же время положение дел Цветаевой значительно ухудшилось: родилась 13 апреля 1917 года вторая дочь - Ирина. Сергей Эфрон вступил в Добровольческую армию и на время боевых действий покинул семью, оборонял Кремль после Октябрьского переворота, в то время как Марина Цветаева лишилась средств к существованию после национализации банков. Для того, чтобы прокормить детей, Цветаева выстаивала очереди за пайком, рубила на дрова свою мебель красного дерева, топила «буржуйку» в гостиной. В ноябре поступила на службу в Комиссариат по делам национальностей, где проработала полгода. К концу 1919 года положение стало отчаянным, по настоянию друзей она временно поместила детей в Кунцевский приют.
За восемь лет проживания в московской квартире Цветаева написала более сотни лирических стихов, шесть романтических пьес, четыре поэмы, переводы и прозаические эссе. Несмотря на тяжёлые времена, поэта продолжали посещать друзья: Сергей Волконский, Борис Бессарабов, Борис Зайцев, Илья Эренбург, Евгений Ланн, Никита Вышеславцев, Василий Милиоти, Василий Бебутов, Вячеслав Иванов, Константин Бальмонт, Эмилий Миндлин и другие.
Квартира была настоящая старинная московская, неудобная, путаная, нескладная, полутораэтажная и очень уютная. Две двери вели — левая в какую-то ничью комнату, с которой у меня не связано никаких ранних воспоминаний, правая — в большую темную проходную столовую. Днем она скудно и странно освещалась большим окном-фонарем в потолке. Зимой фонарь этот постепенно заваливало снегом, дворник лазил на крышу и выгребал его.22 сентября 1916 года. Ариадна Эфрон
В 1918 году началась политика уплотнения и в остальных квартирах были образованы коммуналки. В 1962 году в доме были проведены недоброкачественные ремонтные работы, в процессе которых с фасада сбили лепнину, дубовые оконные рамы и двери заменили сосновыми, а паркет застлали досками. Пристройка, в которой находилась детская, была полностью снесена и возведена заново. В 1979 году городские власти постановили снести дом, однако здание удалось сохранить благодаря медику Надежде Катаевой-Лыткиной, проживавшей в одной из квартир с 1940 года. При поддержке общественности Надежда Ивановна стала бороться за сохранение дома.
В 1986 году помещения были сданы в аренду Центральной городской публичной библиотеке имени Николая Некрасова, а в 1991 году на здании разместили мемориальную доску Марине Цветаевой.

## История музея

### Создание
Музей был создан в 1990 году по постановлению Советского фонда культуры о создании Культурного центра «Дом поэта Марины Цветаевой». Одним из инициаторов выступал академик Дмитрий Лихачёв. Первым директором была назначена Эсфирь Красовская, а Надежда Катаева-Лыткина — почётным работником учреждения и служила в музее поэта вплоть до 2001 года. В 1992-м году, в год столетия со дня рождения поэта, состоялось официальное открытие Культурного центра «Дом-музей Марины Цветаевой». К открытию была приурочена большая выставка о Марине Цветаевой.
В 2000 году фонды музея пополнились коллекцией автографов Марины Цветаевой и Георгия Эфрона, переданной компанией De Beers. В 2014-м музей выиграл Потанинский конкурс «Меняющийся музей в меняющемся мире» с проектом «Домовый дневник Марины Эфрон. 1914». К 125-летию со дня рождения Цветаевой в особняке был проведен текущий ремонт, в рамках которого была произведена окраска стен, циклевка паркета, замена сантехники, частичная замена кровельного железа, окрашивание фасада, а также обновлена экспозиция музея: впервые открыты для посетителей гостевая комната и чёрная лестница, ведущая в цокольный этаж. Студия Артемия Лебедева создала для музея навигационную систему из белого камня.
В 2016 году новым директором музея была назначена Елена Жук. В этом же году в учреждении был запущен кинолекторий. 29 ноября 2017 года в музее была открыта выставка «Где мой дом?», главное событие юбилейного «цветаевского» года, которая представила главное дело жизни Цветаевой — её служение слову, наглядным памятником которому остались её литературное наследие и её рукописный архив. По состоянию на 2018-й в музее действуют семь мемориальных комнат, научная библиотека, концертный зал, а также архив Русского зарубежья.

### Экспозиция

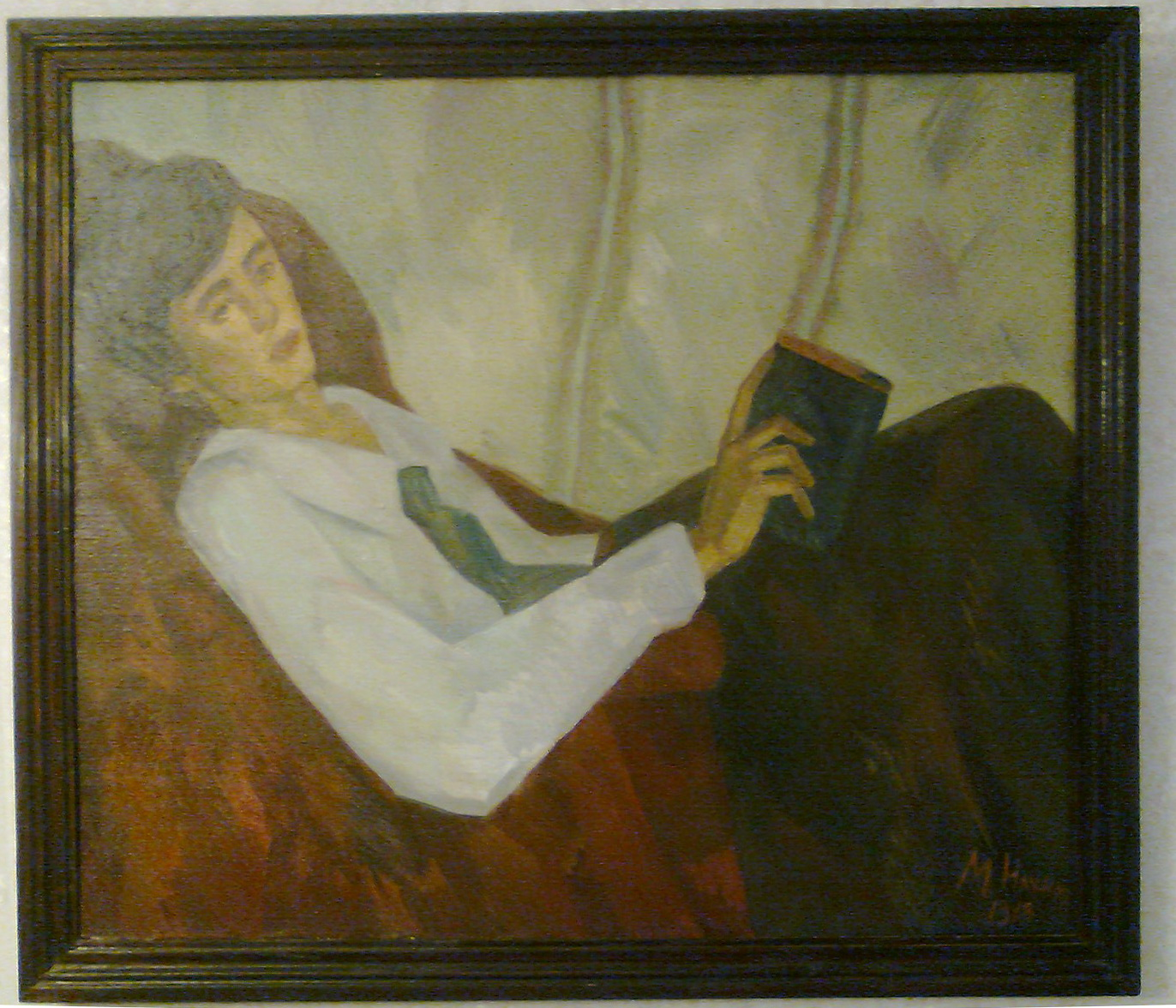
Портрет Сергея Эфрона. Неизвестный художник, Москва, 1992 г. Копия с работы Магды Нахман.

Музейные фонды начали формироваться в 1990 году, когда с постановлением правительства многие коллекционеры начали жертвовать мемориальные вещи и предметы эпохи, составившие основу экспозиции. На сегодняшний день фондовое собрание насчитывает более 45 000 единиц хранения и делится на семь коллекций: мемориально-вещевая, документы, фотодокументы, печатные издания, живопись, графика и скульптура. В центре экспозиции находятся вещи Цветаевой: платье, клипсы, браслет, подаренные ею сестре мужа Елезавете Эфрон, а также миниатюрное издании Библии XVIII века, фаянсовая ваза, найденная на чердаке дома в Борисоглебском переулке, брошь с портретом герцога Рейхштадтского и др. В собрание музея входят материалы, документирующие биографию и творческую деятельность современников поэта — Бориса Пастернака, Константина Бальмонта, Анны Ахматовой, Андрея Тарковского, Ильи Эренбурга и многих других. Значительная часть собрания — архив русского зарубежья, поступивший в музей в 1990-х годах из Советского фонда культуры. Это уникальное собрание документов, писем и печатных изданий, относящихся к первой и второй волнам эмиграции..
Обстановка мемориального музея максимально приближена к состоянию типичной квартиры 1910 годов — из-за того, что многие подлинные предметы семьи Цветаевой были утрачены, мебель была заменена на аналогичную. Выставочное пространство мемориальной квартиры начинается с гостевой комнатой, в которой останавливался Осип Мандельштам и другие гости поэта. В настоящее время она оформлена как «лавка древностей», в которой собраны антикварные вещи, связанные с увлечениями Марины Цветаевой, например, бюст Наполеона и живопись французской революции.
Детская располагалась в самой большой комнате квартиры. В ней висит зеркало Цветаевой, а также находится шкаф, в котором находится часть домашней библиотеки семьи: представленные книги принадлежали как поэту так и её сестре Анастасии. По соседству с детской находится малая гостиная, в которой во времена Цветаевой стоял привезённый из Тарусы рояль. Инструмент был продан в послереволюционные годы, а в настоящее время в зале представлен аналогичный рояль начала XX века.
В кабинете находятся живописные работы, изображающие сцены из французской революции и Отечественной войны 1812 года. Также в зале экспонируются шарманка, секретер, письменный стол и граммофон. При жизни поэта обои кабинета были исписаны стихотворениями. На втором этаже квартиры располагался кабинет Сергея Эфрона, откуда можно было попасть на крышу второго этажа, используемую как мансарда в 1920-е. В нём расположена постоянная выставка, рассказывающая о военной карьере мужа Цветаевой и об истории Белого движения. В бывшей кухне также находится выставка, рассказывающая о родителях Сергея Эфрона.
В 2017 году экспозиционное пространство было расширено: было добавлено около 70 подлинных предметов, связанных с жизнью Марины Цветаевой, а также открыта комната, которую семья поэта сдавала постояльцам.